# James Wisniewski
James Joseph Wisniewski, född 21 februari 1984 i Canton, Michigan, är en amerikansk professionell ishockeyspelare som spelar för Carolina Hurricanes i NHL. Han har tidigare spelat för NHL-lagen Chicago Blackhawks, Anaheim Ducks, New York Islanders och Montreal Canadiens, Columbus Blue Jackets och Anaheim Ducks samt för Norfolk Admirals och Rockford IceHogs i AHL.

## Statistik

### Klubbkarriär

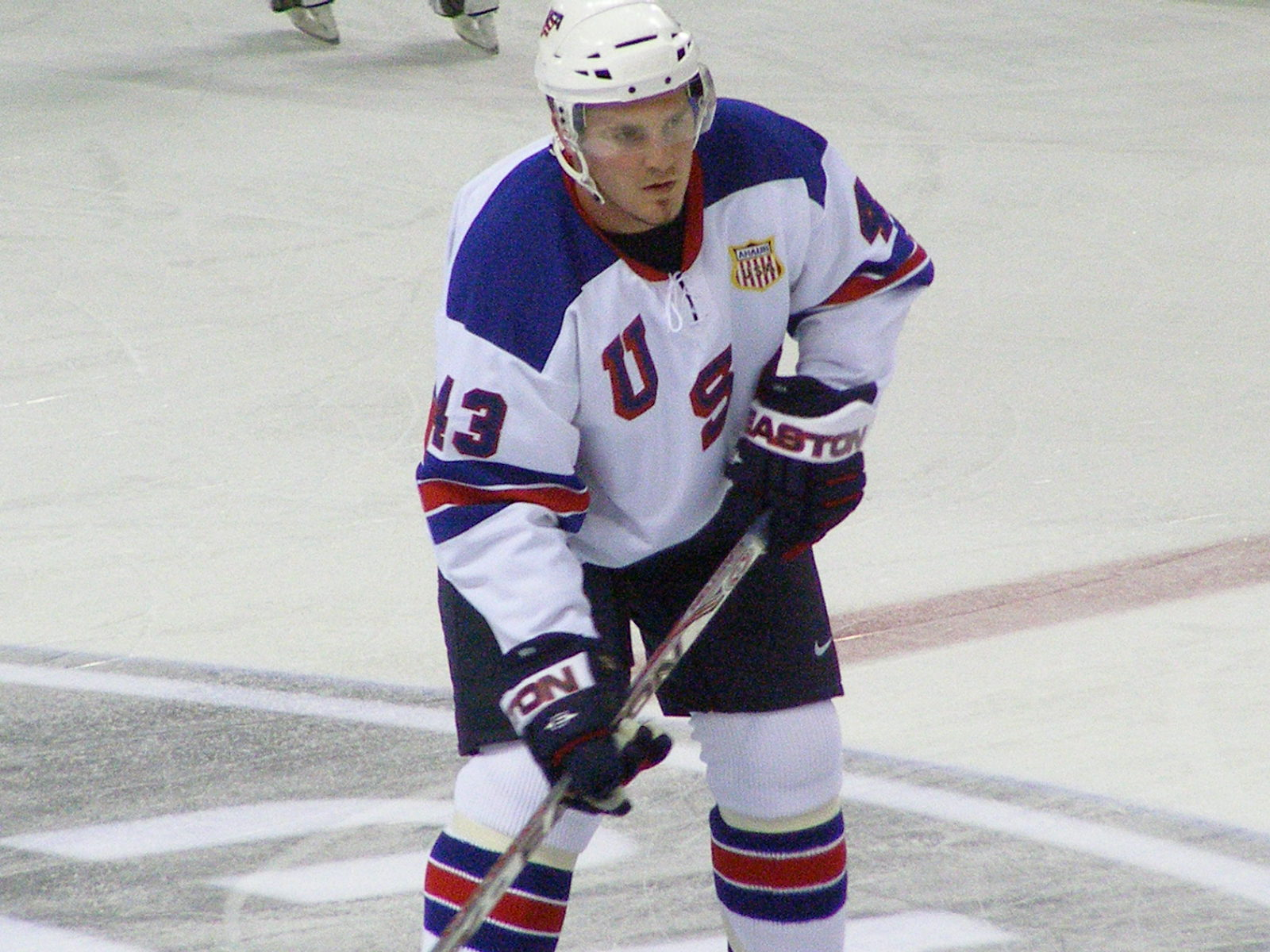
Wisniewski för USA under VM 2008

| 2000–01    | Plymouth Whalers      | OHL        | 53  | 6  | 23  | 29  | 72  | 19 | 3 | 10 | 13 | 34 |
| 2001–02    | Plymouth Whalers      | OHL        | 62  | 11 | 25  | 36  | 100 | 6  | 1 | 2  | 3  | 6  |
| 2002–03    | Plymouth Whalers      | OHL        | 52  | 18 | 34  | 52  | 60  | 18 | 2 | 10 | 12 | 14 |
| 2003–04    | Plymouth Whalers      | OHL        | 50  | 17 | 53  | 70  | 63  | 9  | 3 | 7  | 10 | 8  |
| 2004–05    | Norfolk Admirals      | AHL        | 66  | 7  | 18  | 25  | 110 | 5  | 1 | 3  | 4  | 2  |
| 2005–06    | Norfolk Admirals      | AHL        | 61  | 7  | 28  | 35  | 67  | 4  | 1 | 2  | 3  | 6  |
| 2005–06    | Chicago Blackhawks    | NHL        | 19  | 2  | 5   | 7   | 36  | —  | — | —  | —  | —  |
| 2006–07    | Norfolk Admirals      | AHL        | 10  | 0  | 6   | 6   | 8   | —  | — | —  | —  | —  |
| 2006–07    | Chicago Blackhawks    | NHL        | 50  | 2  | 8   | 10  | 39  | —  | — | —  | —  | —  |
| 2007–08    | Chicago Blackhawks    | NHL        | 68  | 7  | 19  | 26  | 103 | —  | — | —  | —  | —  |
| 2008–09    | Rockford IceHogs      | AHL        | 2   | 3  | 1   | 4   | 0   | —  | — | —  | —  | —  |
| 2008–09    | Chicago Blackhawks    | NHL        | 31  | 2  | 11  | 13  | 14  | —  | — | —  | —  | —  |
| 2008–09    | Anaheim Ducks         | NHL        | 17  | 1  | 10  | 11  | 16  | 12 | 1 | 2  | 3  | 10 |
| 2009–10    | Anaheim Ducks         | NHL        | 69  | 3  | 27  | 30  | 56  | —  | — | —  | —  | —  |
| 2010–11    | New York Islanders    | NHL        | 32  | 3  | 18  | 21  | 18  | —  | — | —  | —  | —  |
| 2010–11    | Montreal Canadiens    | NHL        | 43  | 7  | 23  | 30  | 20  | 6  | 0 | 2  | 2  | 7  |
| 2011–12    | Columbus Blue Jackets | NHL        | 48  | 6  | 21  | 27  | 37  | —  | — | —  | —  | —  |
| 2012–13    | Columbus Blue Jackets | NHL        | 30  | 5  | 9   | 14  | 15  | —  | — | —  | —  | —  |
| 2013–14    | Columbus Blue Jackets | NHL        | 75  | 7  | 44  | 51  | 61  | 6  | 0 | 2  | 2  | 10 |
| 2014–15    | Columbus Blue Jackets | NHL        | 56  | 8  | 21  | 29  | 34  | —  | — | —  | —  | —  |
| 2014–15    | Anaheim Ducks         | NHL        | 13  | 0  | 5   | 5   | 10  | —  | — | —  | —  | —  |
| NHL totalt | NHL totalt            | NHL totalt | 551 | 53 | 221 | 274 | 459 | 24 | 1 | 6  | 7  | 27 |

### Internationellt
| År            | Lag           | Turnering     | Matcher | Mål | Assist | Poäng | Utv |
| ------------- | ------------- | ------------- | ------- | --- | ------ | ----- | --- |
| 2003          | USA           | JVM           | 7       | 0   | 4      | 4     | 6   |
| 2004          | USA           | JVM           | 6       | 2   | 3      | 5     | 4   |
| 2008          | USA           | VM            | 6       | 1   | 2      | 3     | 6   |
| Junior totalt | Junior totalt | Junior totalt | 13      | 2   | 7      | 9     | 10  |
| Senior totalt | Senior totalt | Senior totalt | 6       | 1   | 2      | 3     | 6   |